# Nyctimystes traunae
Espèce
Nyctimystes traunae est une espèce d'amphibiens de la famille des Pelodryadidae.

## Répartition
Cette espèce est endémique de la province des Hautes-Terres occidentales en Papouasie-Nouvelle-Guinée.

## Description
Les mâles mesurent de 38 à 43 mm.

## Étymologie
Son nom d'espèce lui a été donné en référence à son lieu de découverte, la rivière Trauna.

## Publication originale
- Menzies, 2014 : Notes on Nyctimystes (Anura: Hylidae), tree frogs of New Guinea, with descriptions of four new species. Alytes, vol. 30, p. 42–68 (texte intégral).